# Medio Oeste de los Estados Unidos

Las cuatro Regiones (y sus divisiones) de los Estados Unidos según la Oficina del Censo.

El Medio Oeste (Midwest en inglés) es una región de Estados Unidos que abarca los estados de Illinois, Indiana, Iowa, Míchigan, Minnesota, Ohio, Wisconsin, Dakota del Norte, Dakota del Sur, Kansas, Misuri y Nebraska en el centro-norte del país.

## Composición
El Medio Oeste engloba los siguientes estados:
- Illinois
- Indiana
- Iowa
- Míchigan
- Minnesota
- Ohio
- Wisconsin
- Dakota del Norte
- Dakota del Sur
- Kansas
- Misuri
- Nebraska

La Oficina de Estadística de Estados Unidos (United States Census Bureau) divide esta región en dos partes: los estados de los Grandes Lagos y los estados de las Grandes Llanuras.
Otros estados que no tienen límites oceánicos incluyen los estados montañosos (Montana, Idaho, Colorado y Wyoming), y los estados de Kentucky, Tennessee, Oklahoma, Virginia Occidental y Arkansas.

## Ubicación

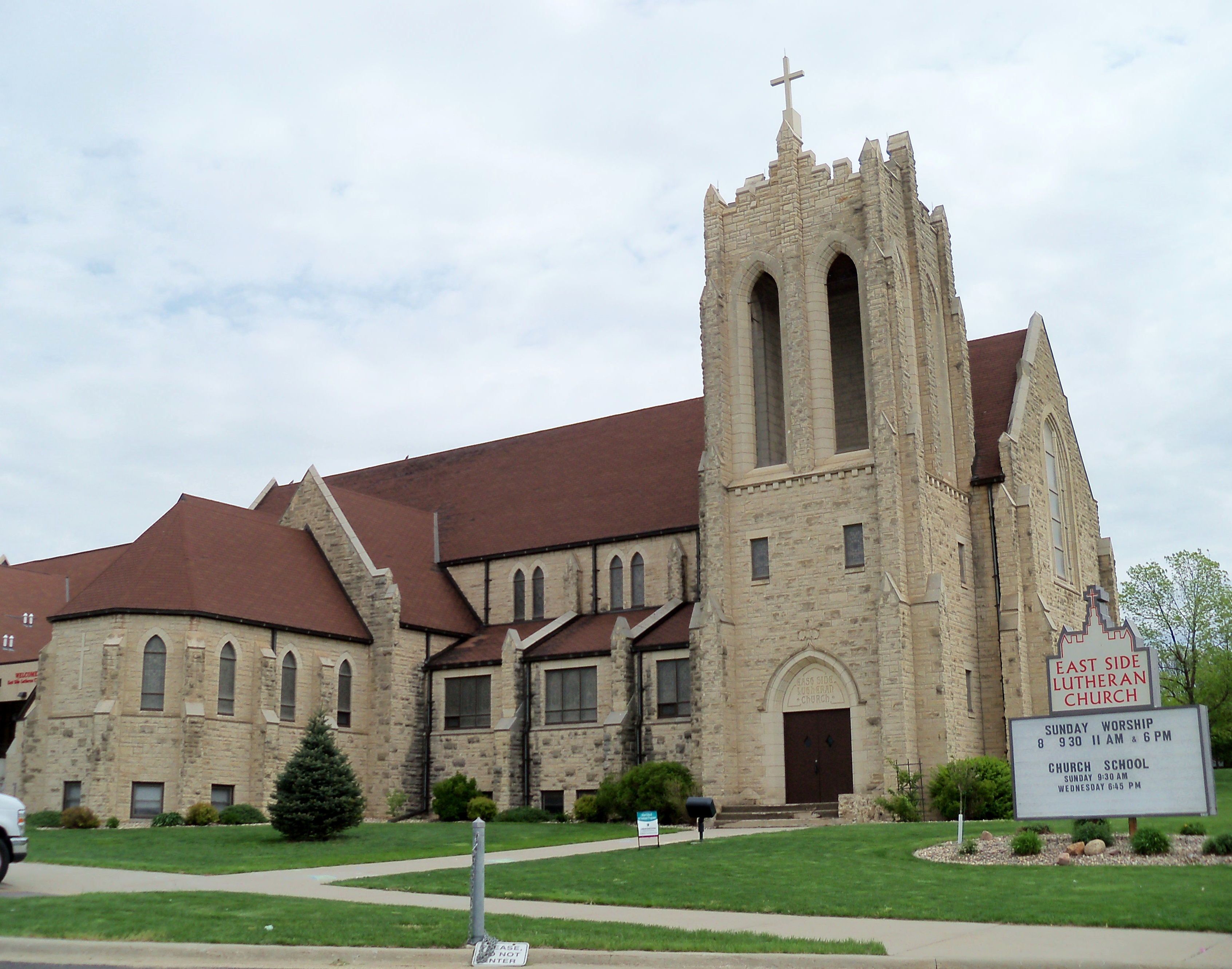
Iglesia en Dakota del Sur.

No hay consenso sobre la geografía del heartland de los Estados Unidos. Sin embargo, el Medio Oeste es el área más comúnmente citada como el corazón territorial del país, aunque se ha hecho referencia a muchos otros lugares como parte de él, a menudo extendiéndolo a regiones rurales y granjeras de las grandes planicies. Al menos en 2010, el término Heartland ha sido usado para referirse a muchos de los llamados "estados rojos", entre ellos los del Bible Belt.
De acuerdo con la United States Census Bureau, el centro medio de la población de los Estados Unidos en 2010 se encontraba en o cerca del condado de Texas, Missouri. En 2000 se hallaba al noreste de allí, en el condado de Phelps, Misuri. Se proyecta que el centro medio de población abandone el Medio Oeste y se establezca en el Oeste de los Estados Unidos hacia la mitad del siglo XXI.
El centro geográfico de los 48 estados contiguos de los Estados Unidos se encuentra cerca de Lebanon, Kansas. Cuando Alaska y Hawái fueron admitidos en la Unión en 1959, el centro geográfico de los Estados Unidos se trasladó del condado Smith, Kansas, al condado de Butte, Dakota del Sur.

## Origen del término
El término ha sido empleado durante más de cien años. En ocasiones, a esta región se la denomina también Noroeste (Northwest), Viejo Noroeste (Old Northwest) o El Corazón del país (Heartland). El término Midwest aparece por vez primera en el siglo XIX como fusión de "Middle West". El territorio fue cedido por los ingleses (anteriormente había sido francés y de los nativos americanos). El motivo por el que se denomina "Oeste" es porque en aquellos años el territorio estaba entre lo que se consideraba el Este y el lejano Oeste.

## Uso del término Heartland

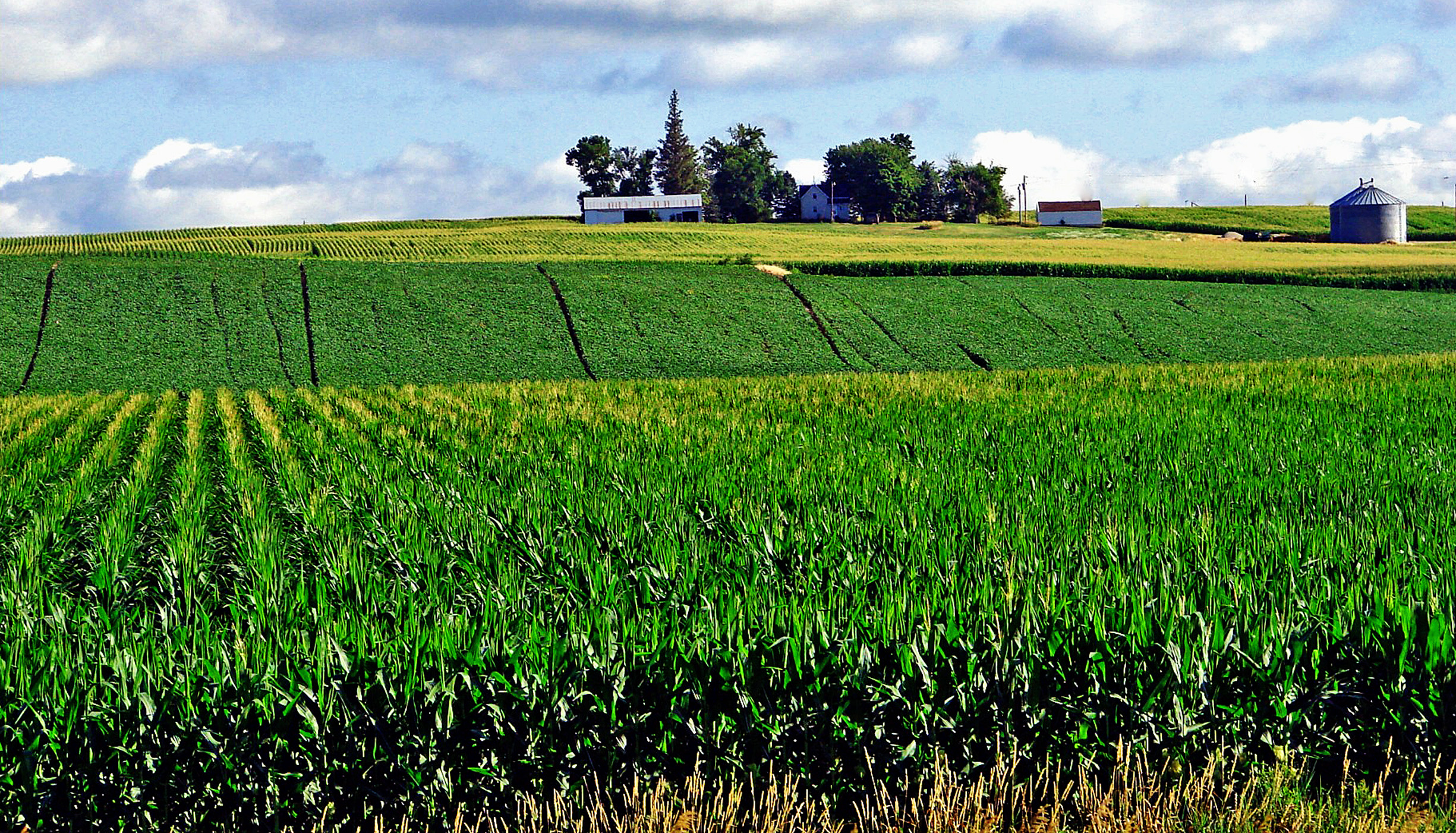
Plantación de maíz en Iowa.

El geógrafo británico Halford Mackinder acuñó el término en 1904 para referirse al corazón de la masa de tierra de Eurasia, centro estratégico industrial, natural y de energía. El uso de "heartland" para referirse al Medio Oeste estadounidense se popularizó bien entrado el siglo XX.

## Cultura

El término "heartland" a menudo invoca imágenes de regiones granjeras rurales, como la plantación de trigo de Kansas mostrada en esta fotografía.

Cuando se hace referencia a la región cultural de los Estados Unidos, se usa el término Heartland, es decir, el área central del país o los estados que no limitan con los océanos Atlántico y Pacífico, asociados con valores tradicionales como la autosuficiencia económica, ideales políticos y religiosos conservadores y apego a la vida agraria.
Los músicos de Heartland rock como Bruce Springsteen, Bob Seger (Míchigan), Melissa Etheridge (Kansas), John Mellencamp (Indiana) y Tom Petty han cantado sobre los valores del Heartland. Entre los discos de Heartland rock se encuentra Nebraska, de Springsteen. El género no es necesariamente del Medio Oeste, ya que Springsteen es de Nueva Jersey, y Petty de Florida, quien ha cantado sobre el Sur de los Estados Unidos, como en su álbum Southern Accents. Entre los artistas modernos de heartland rock están The Killers, The War on Drugs y Jack Antonoff.

## Grandes ciudades

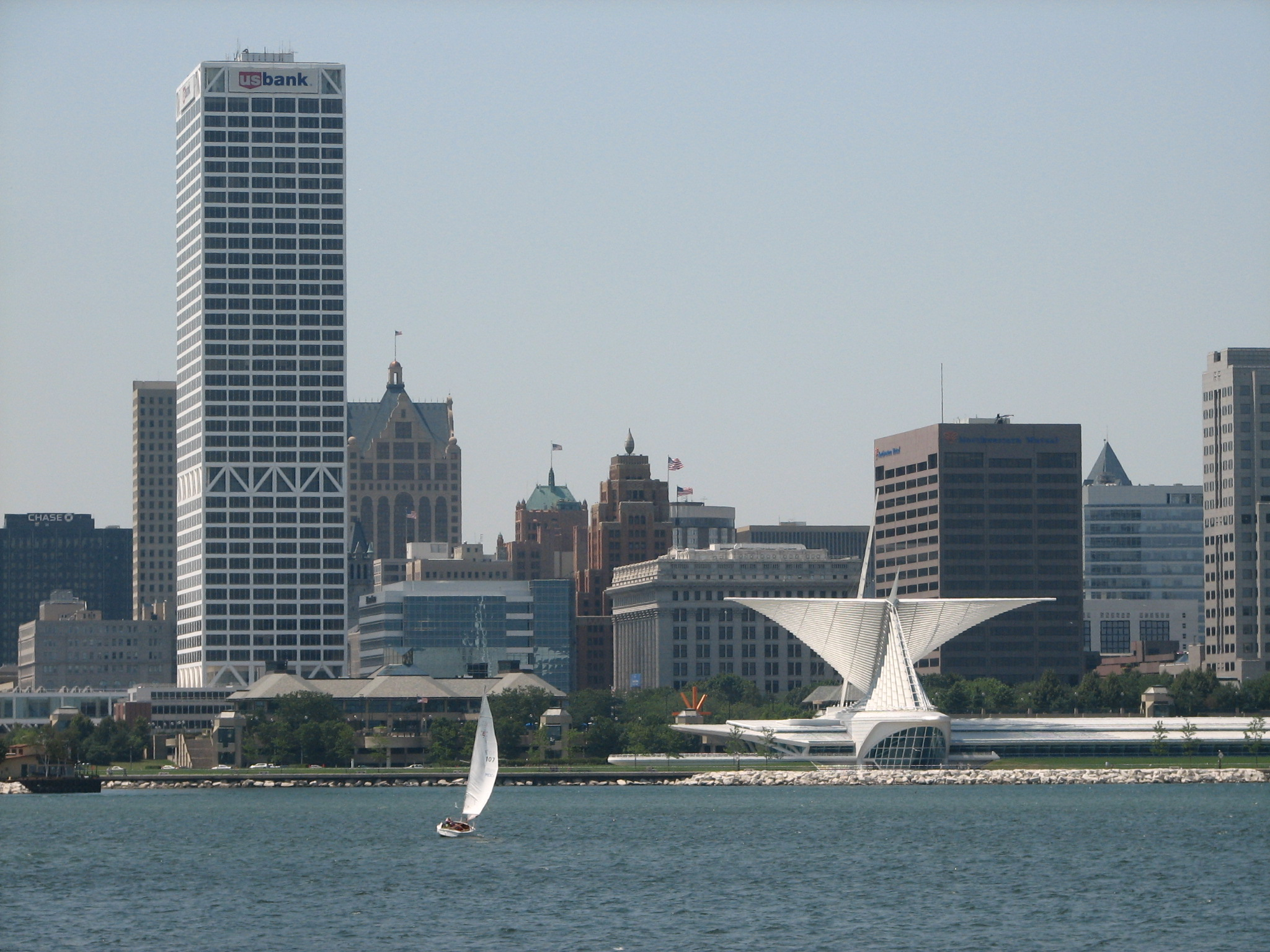
Milwaukee, Wisconsin
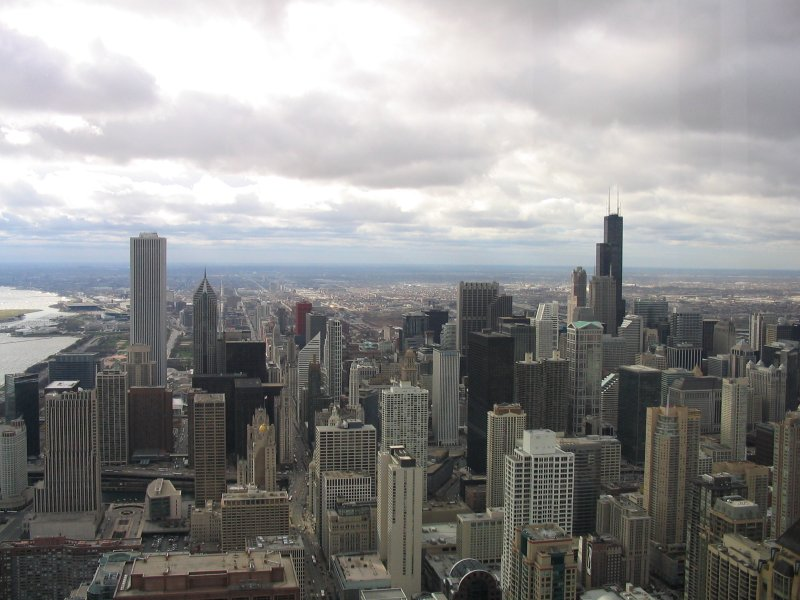
Chicago, Illinois
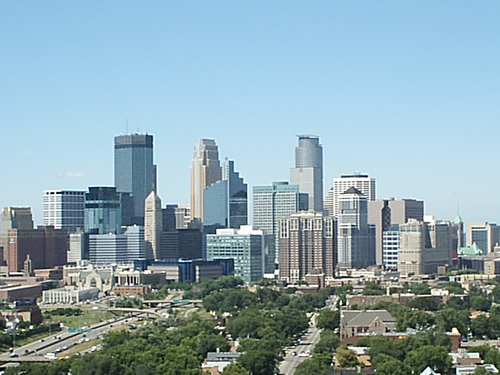
Mineápolis, Minnesota
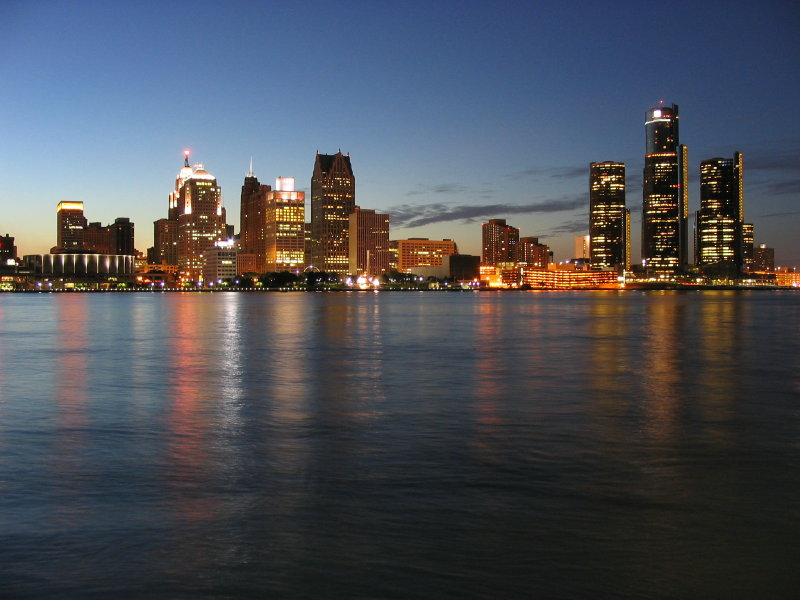
Detroit, Míchigan
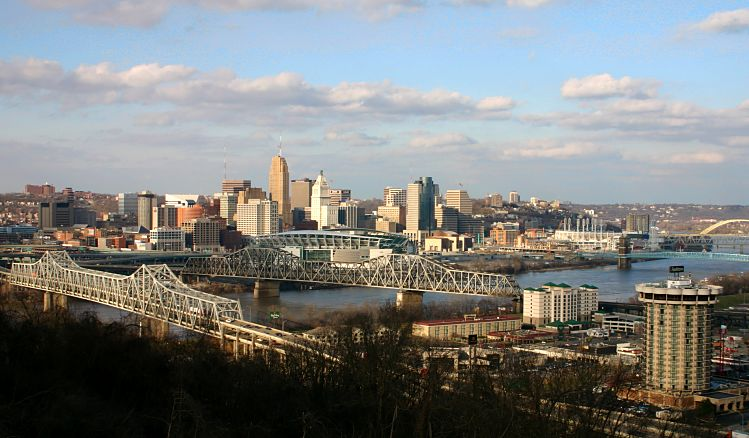
Cincinnati, Ohio
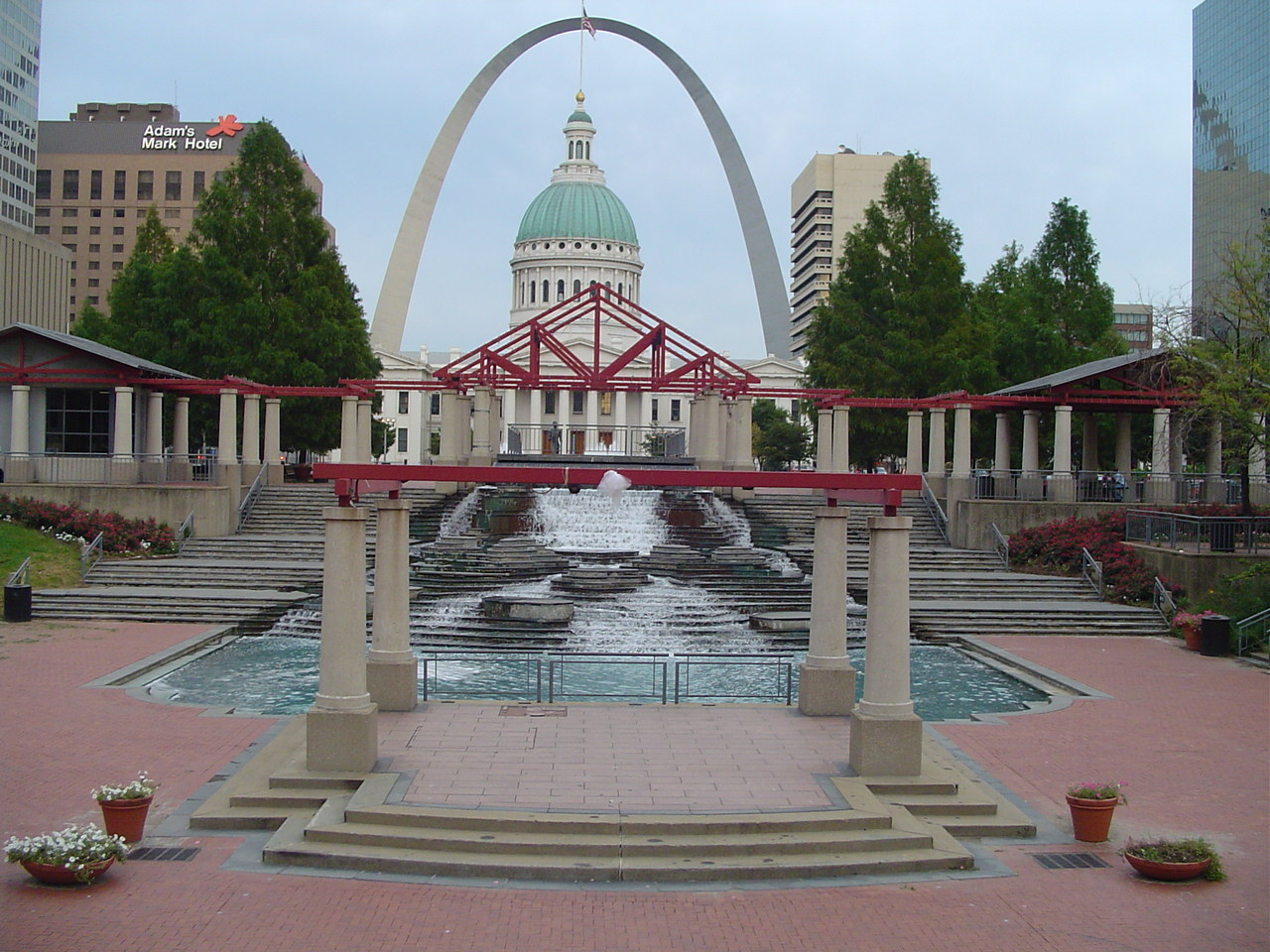
San Luis, Misuri
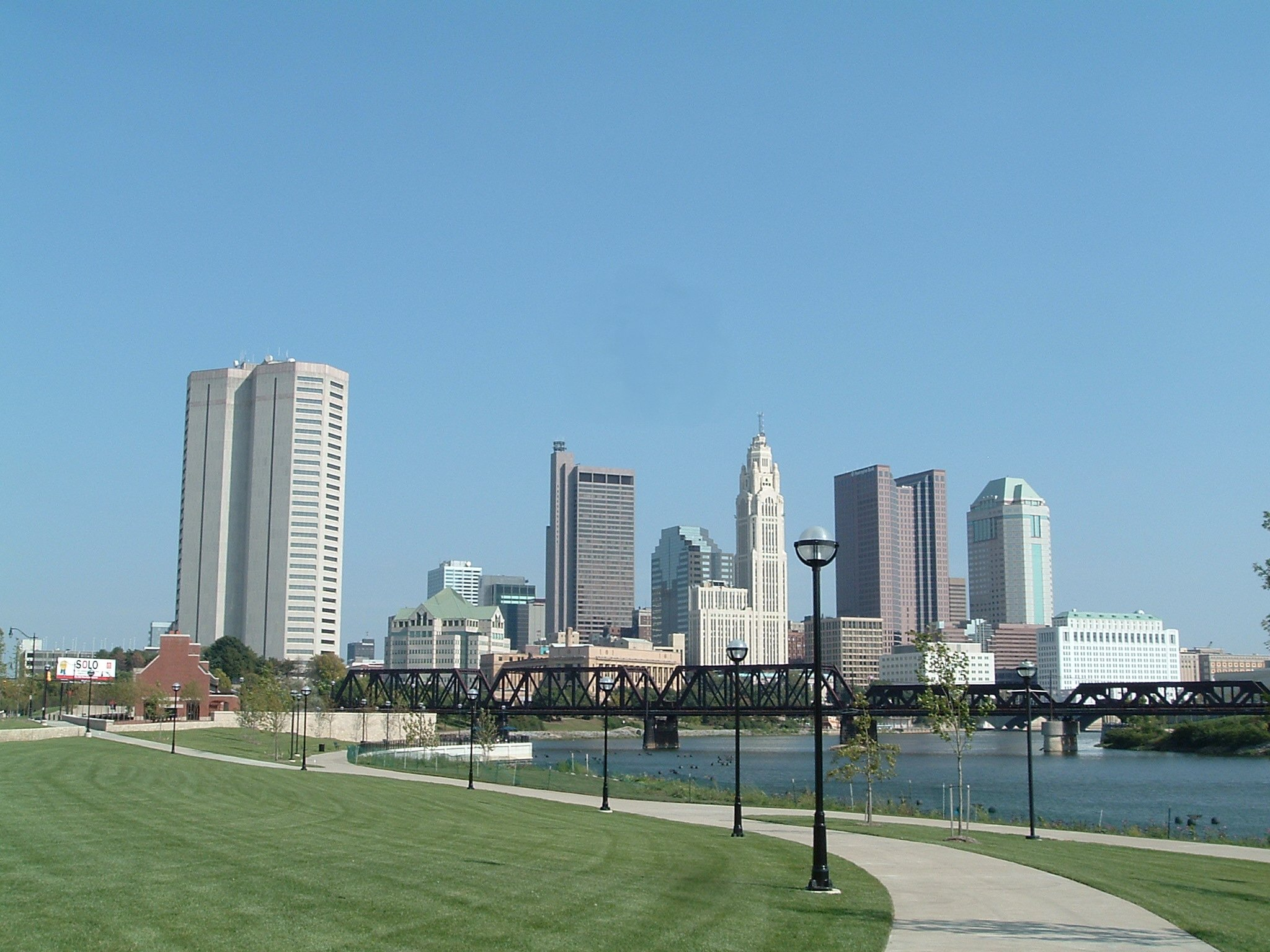
Columbus, Ohio